# Familia criminal de Cleveland
La Familia criminal de Cleveland o Mafia de Cleveland es una familia criminal de la mafia ítaloestadounidense con base en Cleveland, Ohio, Estados Unidos y opera en la zona del Gran Cleveland. Fundada hacia 1920, el liderazgo cambió con frecuencia debido a una serie de tomas de poder y asesinatos. La estabilidad surgió en 1930 después de que Frank Milano se convirtiera en jefe. La organización sufrió un declive significativo en los últimos años del jefe John T. Scalish. Durante los últimos años de la década de 1970, una violenta guerra de pandillas estalló en las calles de Cleveland después de que el mafioso irlandés Danny Greene intentara hacerse con el control de la ciudad. La guerra atrajo la atención de las fuerzas del orden reduciendo el número de miembros y la influencia de la familia. La familia casi dejó de existir en la década de 1990, después de que muchos miembros de alto rango fueran encarcelados. En el siglo XXI, las fuerzas del orden creen que la organización es extremadamente pequeña, aunque intenta reconstruirse.

## Historia

### Inicios del crimen organizado en Cleveland
Grupos semi-organizados de sicilianos estadounidenses- e ítaloestadounidenses- dirigieron la "Mano Negra" hacia 1900. La División de Policía de Cleveland pronto creó un "escuadrón italiano" (también conocido como "escuadrón de la Mano Negra") para hacer frente al problema. Después de una serie de asesinatos relacionados con la Mano Negra en la ciudad en 1906, esta unidad policial suprimió en gran medida esta primera expresión del crimen organizado en Cleveland.
En la década de 1910 surgieron bandas poco organizadas. Una pandilla ítaloestadounidense conocida como Mayfield Road Mob se formó en el barrio Little Italy de Cleveland hacia 1913. Aproximadamente al mismo tiempo, otra banda italoestadounidense, la Collinwood Crew, se formó en el barrio de Collinwood. Clair Avenue, E. 152d Street e Ivanhoe Road. Fuera de una droguería en el barrio Big Italy de Cleveland, El notario público Angelo Serra dirigía la "Banda Serra". Se trataba principalmente de una banda de ladrones de automóviles que contaba con Serra para falsificar los títulos de propiedad de los coches y crear matrículas de vehículos falsas. A mediados de la década de 1910, llegó a facturar 500.000 dólares ($14 000 000 en dólares de 2023) al año en robos de vehículos. La banda también se dedicaba a otros delitos como la extorsión, las apuestas ilegales, la lotería y el robo. A finales de la década de 1910, se formó la "Banda de Benigno" bajo el mando de Dominic Benigno en Little Italy. La banda se especializó en robos de nóminas, y en 1919 y 1920 monopolizó los robos de nóminas intimidando o asesinando a cualquiera que intentara llevar a cabo un atraco sin el permiso de Benigno. Una organización criminal menos organizada y más fluida era la "banda del embalse", un grupo de delincuentes dedicados al robo a mano armada, el robo de automóviles, el robo con allanamiento de morada y otros delitos contra la propiedad que se reunían en el embalse de la planta de tratamiento de aguas Baldwin de Cleveland para planificar delitos, intercambiar bienes robados y dispersar los beneficios del delito.

### Los hermanos Lonardo y Porrello

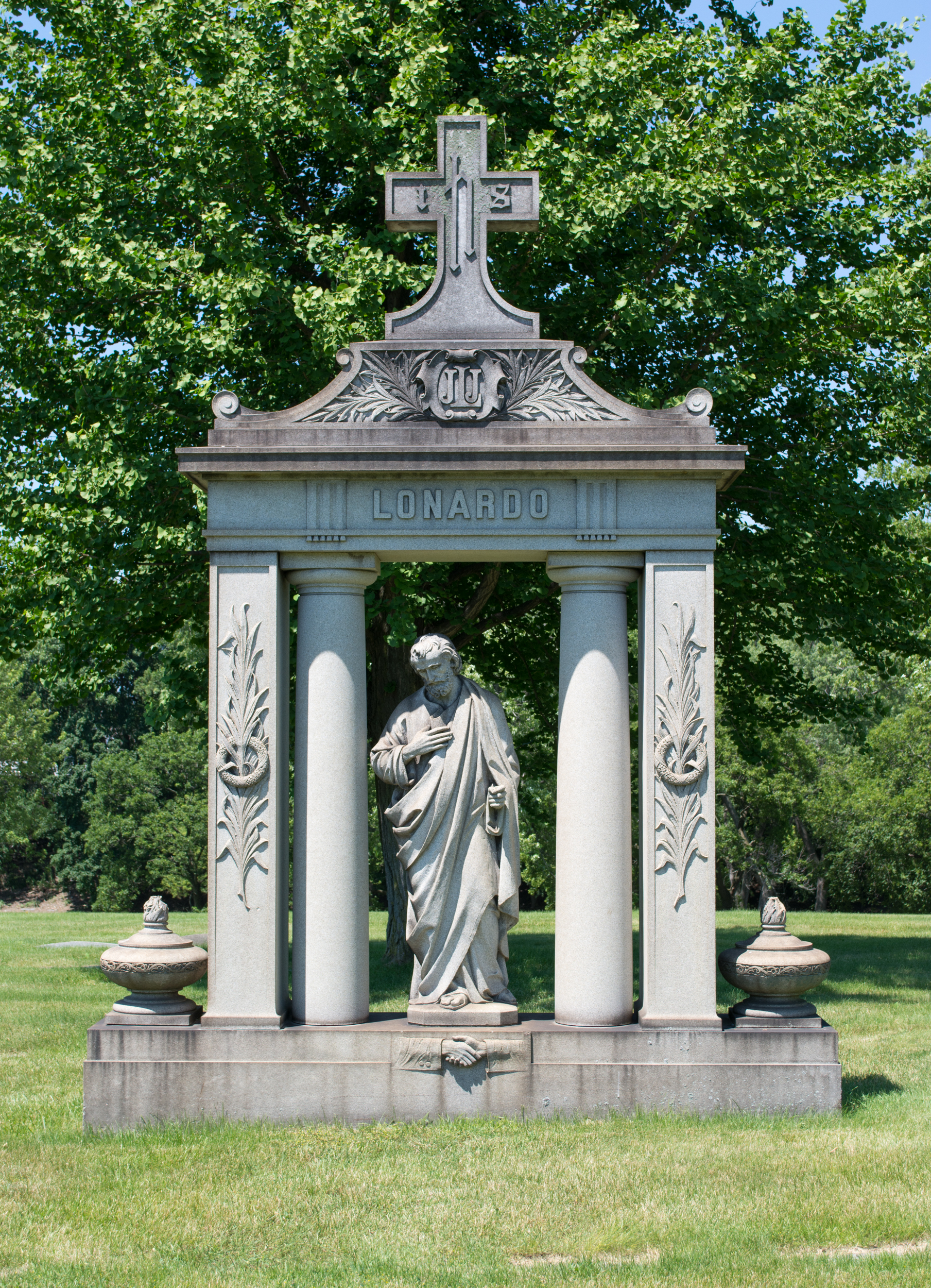
La parcela de la familia Lonardo en el Cementerio del Calvario de Cleveland, Ohio

Los cuatro hermanos Lonardo (Joseph, Frank, John y Dominic) y siete hermanos Porrello, incluido Joseph Porello, emigraron a Estados Unidos desde Licata, Sicilia. Los hermanos Lonardo y Porrello se establecieron primero como legítimos hombres de negocios. Los dos grupos se dedicaban a diversas actividades delictivas, como el robo y la extorsión, antes de la prohibición, pero aún no se les consideraba una organización importante.
Al comienzo de la Ley Seca, Joseph "Big Joe" Lonardo era el jefe de la familia criminal de Cleveland. Era el segundo mayor de los cuatro hermanos Lonardo. Él y sus hermanos empezaron suministrando a los contrabandistas de Cleveland el azúcar de maíz que necesitaban para producir licor. Su principal lugarteniente era Joseph Porrello, que supervisó varias operaciones de contrabando y otras operaciones delictivas desde principios hasta mediados de la década de 1920.

### Facciones disidentes (1926-1927)
En 1926, los hermanos Porrello (Rosario, Vincenzo, Angelo, Joseph, John, Ottavio y Raymond) se separaron de la familia Lonardo y formaron su propia facción. En 1927, las hostilidades entre las familias Lonardo y Porrello se intensificaron al competir en el negocio del azúcar de maíz. Durante la Ley Seca, el azúcar de maíz era el ingrediente principal del licor ilegal.
En el verano de 1927, Joseph "Big Joe" Lonardo, jefe de la facción Lonardo en aquel momento, se marchó a Sicilia, Italia, entre la creciente tensión entre las dos familias. Dejó a su hermano John y a su consejero, Salvatore "Black Sam" Todaro como jefes en funciones de la familia Cleveland. Cuando Lonardo regresó, se programó un enfrentamiento entre los Lonardo y los Porrello. El 13 de octubre de 1927, Joseph Lonardo y su hermano mayor John debían reunirse con Angelo Porrello en una barbería propiedad de Porrello. Dentro de la barbería, cuando Joseph y John Lonardo se relajaron jugando una partida de cartas, fueron emboscados y asesinados por dos pistoleros de Porrello. Esto permitió a Joseph Porrello hacerse con el puesto de jefe de la familia criminal de Cleveland y convertirse en el barón del azúcar de maíz más influyente de la zona de Cleveland.

### Los Porrello (1927-1930)

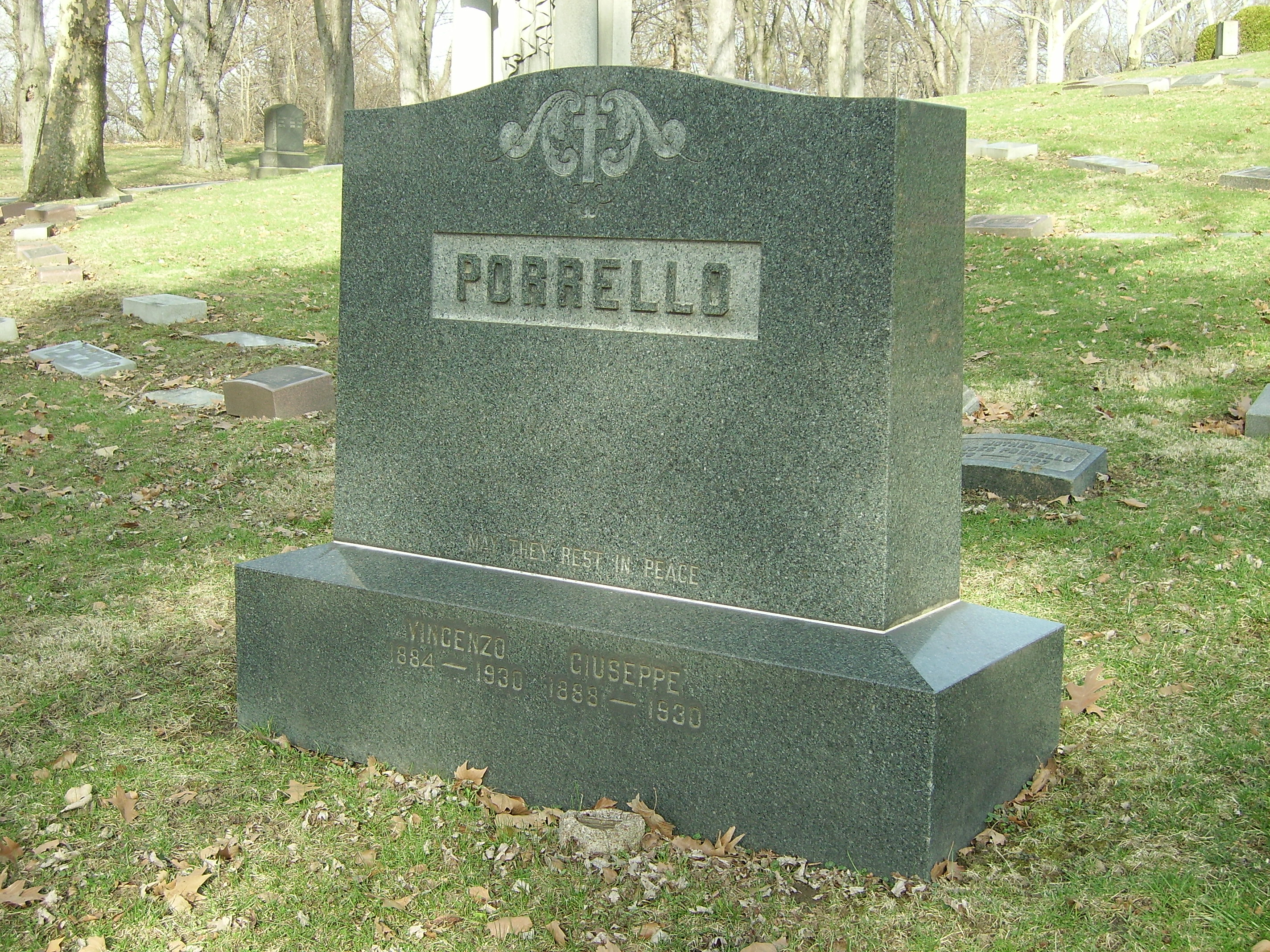
La lápida de Joseph y Vincenzo Porrello en el Cementerio del Calvario de Cleveland, Ohio

A finales de 1927 y gran parte de 1928, los leales a la facción de Lonardo que quedaban, entre los que se incluía un prometedor grupo mafioso conocido como Mayfield Road Mob (liderado por Frank Milano) y varios aliados judíos del Cleveland Syndicate, continuaron rivalizando con la familia Porrello por el liderazgo de los bajos fondos de Cleveland. Se disputaban el control de los chanchullos más lucrativos fuera del negocio del azúcar de maíz, que incluía el juego, el negocio más rentable para las familias mafiosas estadounidenses después del contrabando.
Para establecer su dominio, los Porrello necesitaban el apoyo de los principales jefes de la mafia de Nueva York, así como de otras familias mafiosas importantes de Estados Unidos. El 5 de diciembre de 1928 se celebró una reunión de alto nivel de la Mafia estadounidense en el Hotel Statler de Cleveland. Joseph Porrello, con la ayuda de uno de sus principales lugartenientes, Sam Tilocco, organizó el evento con la esperanza de que los principales jefes de la Mafia de todo Estados Unidos le declararan jefe oficial de la mafia en Cleveland.
Los asistentes a la reunión de Cleveland se convirtieron en participantes de una de las primeras cumbres conocidas de La Cosa Nostra en la historia de Estados Unidos. Entre los poderosos capos que asistieron se encontraban Joe Profaci y Vincent Mangano de Nueva York. Sin embargo, la reunión se convirtió en un fiasco, ya que algunos de los conocidos asistentes fueron reconocidos por las fuerzas del orden locales y arrestados junto con sus socios. Mientras tanto, seguían llegando mafiosos de todo el país para asistir a la cumbre de la Mafia.
Los hermanos Porrello se encargaron de sacar a sus socios de la cárcel. A pesar del caos, Joseph Porrello fue declarado jefe y reconocido en todo el país como cabeza de la familia del crimen de Cleveland. El 11 de junio de 1929, el teniente de la familia Porrello Sam Todaro fue asesinado. Al final de la Ley Seca, la mayoría de los hermanos Porrello y sus partidarios habían sido asesinados o se habían pasado al bando de la mafia de Mayfield Road.
El 5 de julio de 1930, Joseph Porrello fue invitado a sentarse con Frank Milano en el restaurante Venetian, propiedad de Milano. Se produjo un tiroteo y murieron el jefe Joseph Porrello y su subordinado. Vincenzo "Jim" Porrello sucedió a su hermano como jefe de la mafia de Cleveland. Tres semanas después del asesinato de su hermano, Vincenzo recibió un disparo en la nuca y fue asesinado en una tienda de comestibles de la calle 110 Este y la avenida Woodland, en una zona considerada bastión de los Porrello. Raymond Porrello declaró venganza, y el 15 de agosto de 1930, una explosión arrasó la casa de Raymond. Él no estaba en casa en ese momento.

### Mayfield Road Mob (1930-1944)

Public Square de Cleveland, 1930

A principios de la década de 1930, Frank Milano y la "Mayfield Road Mob" del barrio Little Italy habían sustituido a los Porrello como principal grupo mafioso de la zona de Cleveland. La facción mafiosa incluso fue mencionada por su antiguo nombre en la película El Padrino Parte II como la Banda de Lakeview Road, ya que el cementerio de Lakeview limita con la colina de Mayfield Road, que marca el comienzo de la Pequeña Italia de Cleveland. Los lugareños también se refieren a esta zona como "Murray Hill". Esta familia mafiosa se formó a finales de la década de 1920 y estaba encabezada por Frank Milano.
En 1931, Milano se unió al Sindicato Nacional del Crimen, una red de poderosos criminales de todo el país, como Charlie Luciano y Meyer Lansky. Milano era ahora el jefe oficial de la familia del crimen de Cleveland. En 1932, Milano se había convertido en uno de los principales jefes de la mafia estadounidense del país y miembro fundador de La Comisión.
El 25 de febrero de 1932, Milano se aseguró de que la familia Porrello y su banda estaban acabadas para siempre haciendo que Raymond y Rosario Porrello, junto con su guardaespaldas, Dominic Gueli, fueran asesinados en un fumadero de la calle 110 Este con la avenida Woodland, en su antiguo territorio, mientras jugaban a las cartas. Después de esto, los hermanos Porrello restantes se retiraron de los bajos fondos de Cleveland y huyeron de la zona.
En 1935, Milano huyó a México tras ser acusado de evasión de impuestos. Alfred Polizzi, otro miembro destacado de la mafia de Mayfield Road, se hizo con el poder y reinó como jefe hasta 1944, cuando fue condenado por evasión de impuestos.

### Collinwood Crew
La Collinwood Mob, también conocida como los Young Turks, tenía su base en el barrio de South Collinwood de Cleveland, en ocasiones estaba integrada en la Mayfield Road Mob y tiene una historia mafiosa tan antigua como la de la Mayfield Road Gang. El más conocido de la banda de Collinwood era el difunto Alfred "Allie Con" Calabrese. Allie Con era temido y respetado en ambos barrios y conocido como un tipo firme, un "verdadero gángster". Su banda estaba formada por Joe "Joey Loose" Lacobacci, el difunto Butchie Cisternino y otros miembros de una zona que se extendía desde el puente de la calle 152, pasando por Five Points e Ivanhoe Road, Mandalay, London Road, Wayside y Saranac, bordeando los astilleros ferroviarios de Collinwood.

### La era Scalish (1944-1976)
John Scalish tuvo el reinado más largo de cualquier jefe de la mafia de Cleveland. Tomó el control de la familia en 1944, y siguió siendo el jefe durante treinta y dos años, hasta su muerte en 1976. Durante su etapa como líder de la familia criminal, el grupo desarrolló vínculos con importantes figuras del crimen como Shondor Birns, Moe Dalitz, Meyer Lansky y Tony Accardo. La Familia también se convirtió en aliada de la poderosísima Chicago Outfit y de la familia criminal Genovese. Además, la mafia de Cleveland también expandió su influencia a zonas de todo el Medio Oeste, así como a California, Florida y Las Vegas.
En la década de 1950, la familia alcanzó su máximo tamaño, con unos 60 miembros "hechos", y varias veces más asociados. En la década de 1970, el número de miembros de la familia comenzó a disminuir porque Scalish no inducía a muchos miembros nuevos. Scalish murió durante una operación a corazón abierto en 1976 y no nombró a un sucesor de antemano.

### Guerra con Danny Greene y decadencia (1976-1990)

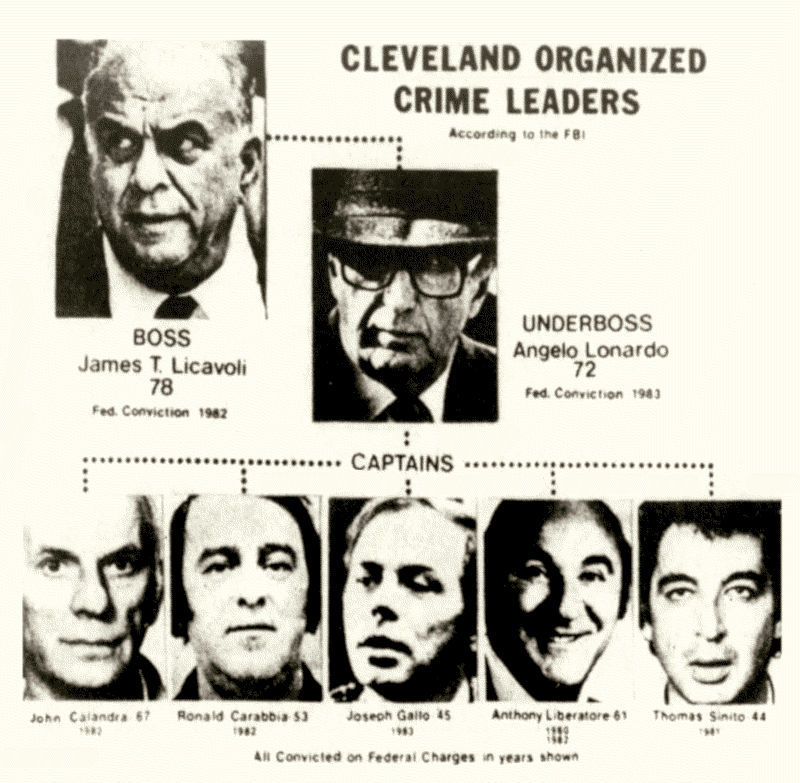
Ficha del FBI de la familia del crimen de Cleveland en 1983

Tras la muerte de John Scalish, los miembros de la familia decidieron que James "Jack White" Licavoli asumiera el cargo de jefe. Licavoli trabajó para la infame Purple Gang en Detroit durante la Ley Seca antes de trasladarse a Cleveland, donde fue ascendiendo poco a poco en los bajos fondos de la ciudad.
Durante su reinado, un gánster irlandés llamado Danny Greene empezó a competir con la Mafia por el control de los chanchullos. Esto dio lugar a una violenta guerra entre la Mafia y la banda de Danny Greene, durante la cual se produjeron casi 40 atentados con coche bomba en Cleveland. Este periodo de tiempo le valió a Cleveland el título no oficial de "Ciudad Bomba de EE.UU.". Danny contaba con el apoyo del socio de la mafia John Nardi, asesinado el 17 de mayo de 1977 por un coche bomba en el aparcamiento del Teamster Hall de Cleveland.
Tras varios intentos fallidos de matar a Greene, se hizo evidente que el grupo de Licavoli necesitaba ayuda externa. En 1977, Danny Greene fue asesinado tras una visita programada a su dentista. Tras enterarse de la cita con el dentista programada por Greene, Licavoli y Lonardo contrataron a Ray Ferritto para asesinarlo. Mientras Greene se encontraba en la consulta del dentista, colocaron una bomba debajo de un coche adyacente al suyo. Al regresar a su vehículo, la bomba explotó a distancia. Greene permaneció bajo las ruinas de su vehículo durante al menos una hora antes de que su cadáver fuera retirado. Tras el asesinato de Greene, Ferritto se enteró de que la Familia criminal de Cleveland lo quería muerto y, en respuesta, se convirtió en informante del FBI. La información que proporcionó condujo a la detención de muchos miembros de alto rango de la mafia, incluido el propio Jack Licavoli.
Finalmente, Licavoli fue enviado a prisión por el asesinato de Danny Greene en 1982. Angelo Lonardo, hijo del jefe de la mafia durante la Prohibición Joseph Lonardo, tomó el control de la familia. Dirigió la familia hasta 1984 cuando fue declarado culpable de dirigir una red de narcotráfico y condenado a cadena perpetua. Entonces se convirtió en informante, lo que le convirtió en el traidor mafioso de más alto rango hasta entonces. Mientras estaba en prisión, delató a poderosos mafiosos de numerosas familias y causó graves daños a la infraestructura de la Mafia.
Después de que Lonardo se convirtiera en informante, el jefe de la familia fue John "Peanuts" Tronolone. Peanuts era un antiguo residente de Miami Beach que, antes de convertirse en jefe, era el contacto en el sur de Florida de la familia criminal Genovese, con sede en Nueva York, y de otros mafiosos. También estaba estrechamente relacionado con Meyer Lansky. En 1989 se convirtió en el único capo de la mafia que se ha distinguido por ser detenido en una transacción encubierta mano a mano por las fuerzas del orden locales. Aceptó joyas de Dave Green, un ayudante del sheriff encubierto del condado de Broward, a cambio de deudas de apuestas y préstamos. Murió antes de que pudiera comenzar su condena de nueve años en la prisión estatal.
En 1978, la policía de Cleveland advirtió al entonces alcalde Dennis Kucinich de que miembros de la mafia local habían organizado un atentado contra él porque algunas de sus iniciativas como alcalde obstaculizaban las oportunidades de ganar dinero. La policía informó a Kucinich de que un sicario planeaba disparar al alcalde mientras participaba en el desfile del Día de Colón en octubre de 1978. Kucinich se perdió el desfile, ya que fue hospitalizado por la rotura de una úlcera. Sin embargo, tomó nota de la amenaza y comenzó a guardar un arma en su casa para protegerse.
La Mafia de Cleveland fue desmantelada por el FBI y otros agentes de la ley de forma tan agresiva en la década de 1980 que en 1990 a la familia sólo le quedaban unos pocos "miembros hechos" en la calle. Según el FBI, la Mafia de Cleveland comenzó a reconstruir lentamente la organización haciendo nuevos miembros a finales de la década de 1990 y toda la década de 2000.[cita requerida]

## Liderazgo histórico

### Jefe (oficial y en funciones)
- 1920-1927 - Joseph "Big Joe" Lonardo - asesinado en 1927.
- 1927-1929 - Salvatore "Black Sam" Todaro - asesinado en 1929.
- 1929-1930 - Joseph "Big Joe" Porrello - asesinado en 1930.
- 1930-1935 - Frank Milano - huyó a México en 1935, se trasladó a California a finales de los años 50; murió de causas naturales en 1970.
- 1935-1945 - Alfred "Big Al" Polizzi - arrestado en 1944, se retiró a Florida en 1945, murió de causas naturales en 1975.
  - En funciones 1944-1945 - John T. "John Scalise" Scalish - murió de complicaciones durante una operación de corazón en 1976.
- 1945-1976 - John T. "John Scalise" Scalish
- 1976-1985 - James "Jack White" Licavoli - encarcelado en 1981, murió de causas naturales en 1985.
  - En funciones 1981-1983 - Angelo "Big Ange" Lonardo - se convirtió en informante en octubre de 1983, murió de causas naturales en 2006.
  - En funciones 1983-1985 - John "Peanuts" Tronolone
- 1985-1991 - John "Peanuts" Tronolone - murió de causas naturales en 1991.
- 1991-1993 - Anthony "Tony Lib" Liberatore - encarcelado en 1993, murió de causas naturales en 1998.
- 1993-2004: Joseph "Joe Loose" Iacobacci, retirado.
- 2004-presente - Russell "R.J." Papalardo[21]

### Subjefe
- 1930-1976 - Anthony Milano - retirado en 1976, fallecido en 1978.
- 1976 - Calogero "Leo Lips" Moceri - desaparecido y asesinado en 1976.
- 1976-1983 - Angelo "Big Ange" Lonardo - se convirtió en informador en octubre de 1983, fallecido en 2006.
- 1983-1985 - John "Peanuts" Tronolone - se convirtió en jefe en 1985.
- 1985-1991 - Anthony "Tony Lib" Liberatore - se convirtió en jefe.
- 1991-1995 - Alfred "Allie" Calabrese - encarcelado en 1995.
- 1995-2004 - Russel "RJ" Papalardo - se convirtió en jefe.

### Consigliere
- 1930-1972 - John DeMarco
- 1972-1973 - Frank "Frankie B" Brancato
- 1973-1977 - Anthony "Tony Dope" Delsanter
- 1977-1983 - John "Peanuts" Tronolone - se convirtió en subjefe en 1983.
- 1983-1993 - Louis "Bones" Battista alias "The Bulldog" (fallecido)
- 1993-1996 - Theodore "Sonny" Sutula (fallecido)
- 1999-2010 - Raymond "Lefty" LaMarca (fallecido en 2010)[22]